# Frank Biela

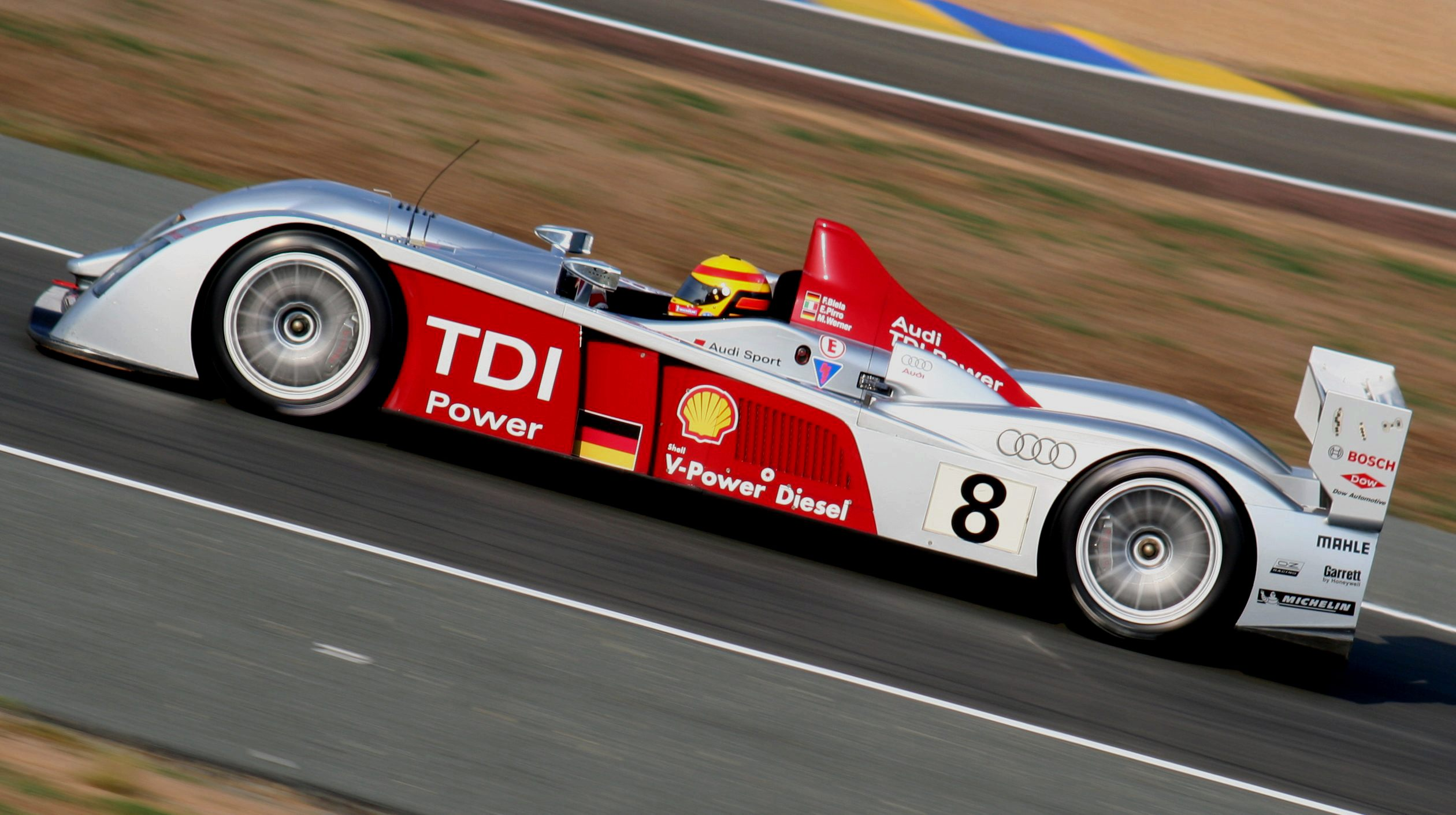
Frank Biela w Audi R10 podczas wyścigu 24h Le Mans w 2006 roku

Frank Biela (ur. 2 sierpnia 1964 roku w Neuss) – niemiecki kierowca wyścigowy, pięciokrotny zwycięzca 24-godzinnego wyścigu w Le Mans.

## Przebieg kariery
Karierę rozpoczął w 1983 roku. Po czterech latach spędzonych w kartingu otrzymał propozycję występów w Deutsche Tourenwagen Meisterschaft od koncernu Forda. W swoim pierwszym sezonie niespodziewanie wygrał wyścig na torze AVUS.
W 1990 roku przeszedł do fabrycznej ekipy Audi, gdzie wspierał udaną kampanię mistrzowską Hansa-Joachima Stucka. W kolejnym sezonie niespodziewanie sam został mistrzem DTM, wykorzystując problemy faworyzowanych rywali m.in. Stucka, Klausa Ludwiga oraz Johnny'ego Cecotto. W 1992 roku nie obronił tytułu, gdyż Audi wycofało się w połowie sezonu w atmosferze skandalu regulaminowego.
Po tym wydarzeniu Biela pozostał kierowcą Audi; w 1993 został mistrzem Francji samochodów turystycznych, lecz seria nie należała do zbyt prestiżowych w Europie. W 1996 roku Audi dołączyło do mistrzostw Wielkiej Brytanii - British Touring Car Championship. W pierwszym sezonie startów na Wyspach Biela zdominował przebieg rywalizacji, zdobywając tytuł mistrzowski, lecz rok później przegrał walkę z Alainem Menu.
W 1998 roku powrócił do Niemiec, lecz notował wyraźnie słabsze wyniki w serii Super-Tourenwagen (DTM zawiesiło tymczasowo działalność dwa lata wcześniej).
W 1999 roku zrezygnował z występów w klasie samochodów turystycznych i zadebiutował w 24-godzinnym wyścigu w Le Mans. Już rok później odniósł swoje pierwsze z pięciu zwycięstw w słynnym klasyku (wszystkie w barwach Audi). W latach 2000–2002 jego partnerami byli Tom Kristensen i Emmanuele Pirro, natomiast w latach 2006–2007 Marco Werner i ponownie Pirro.
W 2004 roku powrócił na jeden sezon do DTM, lecz osiągnął bardzo przeciętne wyniki. W 2007 roku zastąpił kontuzjowanego Toma Kristensena na torze Oschersleben, gdzie zajął ostatnie miejsce, czym definitywnie zakończył swoją karierę w serii DTM.

### Starty w 24h Le Mans
| Rok  | Wynik | Zespół                         | Partnerzy                     | Samochód                | Klasa  |
| Rok  | Wynik | Zespół                         | Partnerzy                     | Silnik                  | Klasa  |
| ---- | ----- | ------------------------------ | ----------------------------- | ----------------------- | ------ |
| 1999 | 3     | Audi Sport Team Joest          | Didier Theys Emanuele Pirro   | Audi R8R                | LMP    |
| 1999 | 3     | Audi Sport Team Joest          | Didier Theys Emanuele Pirro   | Audi 3.6L Turbo V8      | LMP    |
| 2000 | 1     | Audi Sport Team Joest          | Tom Kristensen Emanuele Pirro | Audi R8                 | LMP900 |
| 2000 | 1     | Audi Sport Team Joest          | Tom Kristensen Emanuele Pirro | Audi 3.6L Turbo V8      | LMP900 |
| 2001 | 1     | Audi Sport Team Joest          | Tom Kristensen Emanuele Pirro | Audi R8                 | LMP900 |
| 2001 | 1     | Audi Sport Team Joest          | Tom Kristensen Emanuele Pirro | Audi 3.6L Turbo V8      | LMP900 |
| 2002 | 1     | Audi Sport Team Joest          | Tom Kristensen Emanuele Pirro | Audi R8                 | LMP900 |
| 2002 | 1     | Audi Sport Team Joest          | Tom Kristensen Emanuele Pirro | Audi 3.6L Turbo V8      | LMP900 |
| 2003 | NS    | Audi Sport UK Arena Motorsport | Perry McCarthy Mika Salo      | Audi R8                 | LMP900 |
| 2003 | NS    | Audi Sport UK Arena Motorsport | Perry McCarthy Mika Salo      | Audi 3.6L Turbo V8      | LMP900 |
| 2004 | 5     | Audi Sport UK Team Veloqx      | Allan McNish Pierre Kaffer    | Audi R8                 | LMP1   |
| 2004 | 5     | Audi Sport UK Team Veloqx      | Allan McNish Pierre Kaffer    | Audi 3.6L Turbo V8      | LMP1   |
| 2005 | 3     | ADT Champion Racing            | Allan McNish Emanuele Pirro   | Audi R8                 | LMP1   |
| 2005 | 3     | ADT Champion Racing            | Allan McNish Emanuele Pirro   | Audi 3.6L Turbo V8      | LMP1   |
| 2006 | 1     | Audi Sport Team Joest          | Marco Werner Emanuele Pirro   | Audi R10                | LMP1   |
| 2006 | 1     | Audi Sport Team Joest          | Marco Werner Emanuele Pirro   | Audi TDI 5.5L Turbo V12 | LMP1   |
| 2007 | 1     | Audi Sport North America       | Marco Werner Emanuele Pirro   | Audi R10                | LMP1   |
| 2007 | 1     | Audi Sport North America       | Marco Werner Emanuele Pirro   | Audi TDI 5.5L Turbo V12 | LMP1   |
| 2008 | 6     | Audi Sport North America       | Marco Werner Emanuele Pirro   | Audi R10                | LMP1   |
| 2008 | 6     | Audi Sport North America       | Marco Werner Emanuele Pirro   | Audi TDI 5.5L Turbo V12 | LMP1   |